# 紫膜质
菌紫质，或细菌视网膜紫质、紫膜质（英语: bacteriorhodopsin）是一种利用视黄醛的光反应性驱动转移质子，从而创造膜内差来实施能量变换的膜蛋白。由六支长约25残基的α螺旋平行组成。